# Atletismo nos Jogos Olímpicos de Verão de 2024 - Salto triplo masculino
A prova do salto triplo masculino do atletismo nos Jogos Olímpicos de Verão de 2024 ocorreu em 7 e 9 de agosto de 2024 no Stade de France, em Paris. Um total de 32 atletas de 20 Comitês Olímpicos Nacionais (CON) participaram do evento.

## Qualificação
Cada Comitê Olímpico Nacional (CON) poderia inscrever no máximo três atletas qualificados em cada evento individual. Para o salto triplo masculino, o período de qualificação foi entre 1 de julho de 2023 a 30 de junho de 2024.

## Formato
O salto triplo consiste de duas fases (classificação e final). Na classificação houve dois grupos distintos de saltadores, com cada um tendo direito a três saltos para aferir uma marca.
A distância padrão na fase eliminatória foi de 17,10 metros, sendo que todos que ultrapassaram essa marca avançaram para a final. Um mínimo de 12 atletas precisaria avançar para a final; se menos de 12 fizessem a marca de qualificação, seriam classificados os atletas subsequentes (incluindo os empatados após o uso das regras de desempate).
Na final, cada saltador teve direito a três saltos iniciais; os oito primeiros saltadores ao final da terceira rodada receberam três saltos adicionais para um total de seis, com o melhor a contar para o resultado final.

## Calendário
Horário local (UTC+2)
| Data                | Horário | Fase          |
| ------------------- | ------- | ------------- |
| 7 de agosto de 2024 | 19:15   | Classificação |
| 9 de agosto de 2024 | 20:10   | Final         |

## Medalhistas
| Ouro   | ESP Jordan Díaz    |
| Prata  | POR Pedro Pichardo |
| Bronze | ITA Andy Díaz      |

## Recordes
Antes desta competição, os recordes mundiais e olímpicos da prova eram os seguintes:
| Tipo | Atleta           | Marca   | Local      | Data                 |
| ---- | ---------------- | ------- | ---------- | -------------------- |
|      | Jonathan Edwards | 18,29 m | Gotemburgo | 7 de agosto de 1995  |
|      | Kenny Harrison   | 18,09 m | Atlanta    | 27 de agosto de 1996 |

## Resultados

### Classificação
Todos os atletas que alcançarem a marca de classificação de 17,10 m (Q) ou pelo menos os 12 melhores atletas (q) avançam à final.
| Pos. | Grupo | Atleta               | CON                | #1    | #2    | #3    | Marca | Notas |
| ---- | ----- | -------------------- | ------------------ | ----- | ----- | ----- | ----- | ----- |
| 1    | B     | Pedro Pichardo       | POR Portugal       | 17.44 | —     | —     | 17.44 | Q     |
| 2    | A     | Jordan Díaz          | ESP Espanha        | 17.24 | —     | —     | 17.24 | Q     |
| 3    | B     | Salif Mane           | USA Estados Unidos | 17.16 | —     | —     | 17.16 | Q     |
| 3    | A     | Hugues Fabrice Zango | BUR Burquina Fasso | 17.16 | —     | —     | 17.16 | Q     |
| 5    | A     | Almir dos Santos     | BRA Brasil         | x     | 17.06 | x     | 17.06 | q     |
| 6    | B     | Jaydon Hibbert       | JAM Jamaica        | 16.99 | 16.95 | x     | 16.99 | q     |
| 7    | B     | Max Heß              | GER Alemanha       | x     | 16.98 | 16.67 | 16.98 | q     |
| 8    | B     | Zhu Yaming           | CHN China          | 16.47 | 16.91 | 16.66 | 16.91 | q     |
| 9    | A     | Yasser Triki         | ALG Argélia        | x     | 16.85 | 16.77 | 16.85 | q     |
| 10   | B     | Connor Murphy        | AUS Austrália      | 16.80 | 16.49 | 16.58 | 16.80 | q     |
| 11   | B     | Lázaro Martínez      | CUB Cuba           | 16.79 | 16.79 | 16.71 | 16.79 | q     |
| 12   | A     | Andy Díaz            | ITA Itália         | x     | 16.79 | 16.69 | 16.79 | q     |
| 13   | A     | Jean-Marc Pontvianne | FRA França         | x     | 16.79 | x     | 16.79 |       |
| 14   | A     | Donald Scott         | USA Estados Unidos | 16.58 | 16.77 | 16.74 | 16.77 |       |
| 15   | B     | Thomas Gogois        | FRA França         | 16.67 | 14.63 | 16.77 | 16.77 |       |
| 16   | B     | Su Wen               | CHN China          | 16.21 | 16.70 | x     | 16.70 |       |
| 17   | A     | Andy Hechavarría     | CUB Cuba           | x     | 15.86 | 16.70 | 16.70 |       |
| 18   | B     | Cristian Nápoles     | CUB Cuba           | 16.28 | 16.67 | 16.39 | 16.67 |       |
| 19   | B     | Andrea Dallavalle    | ITA Itália         | 16.65 | 13.44 | 16.48 | 16.65 |       |
| 20   | B     | Emmanuel Ihemeje     | ITA Itália         | 16.39 | 15.65 | 16.50 | 16.50 |       |
| 21   | B     | Abdulla Aboobacker   | IND Índia          | 15.99 | 16.19 | 16.49 | 16.49 |       |
| 22   | B     | Russell Robinson     | USA Estados Unidos | 16.47 | 16.37 | 16.21 | 16.47 |       |
| 23   | B     | Geiner Moreno        | COL Colômbia       | 16.32 | 15.88 | 16.40 | 16.40 |       |
| 24   | A     | Jordan Scott         | JAM Jamaica        | x     | 16.36 | 15.97 | 16.36 |       |
| 25   | A     | Tiago Pereira        | POR Portugal       | 15.84 | 15.96 | 16.36 | 16.36 |       |
| 26   | A     | Kim Jang-woo         | KOR Coreia do Sul  | 15.66 | 16.14 | 16.31 | 16.31 |       |
| 27   | A     | Praveen Chithravel   | IND Índia          | 15.99 | 16.25 | 16.21 | 16.25 |       |
| 28   | A     | Jah-Nhai Perinchief  | BER Bermudas       | x     | 16.14 | 16.23 | 16.23 |       |
| 29   | A     | Leodán Torrealba     | VEN Venezuela      | 16.18 | x     | 15.44 | 16.18 |       |
| 30   | A     | Ethan Olivier        | NZL Nova Zelândia  | 16.16 | 15.91 | 15.98 | 16.16 |       |
| 31   | A     | Fang Yaoqing         | CHN China          | x     | x     | 15.85 | 15.85 |       |
| 32   | B     | Necati Er            | TUR Turquia        | 13.65 | x     | x     | 13.65 |       |

### Final
Os atletas que alcançarem as melhores marcas após seis tentativas conquistam as medalhas.
| Pos.              | Atleta               | CON                | #1    | #2    | #3    | #4          | #5          | #6          | Marca | Notas                |
| ----------------- | -------------------- | ------------------ | ----- | ----- | ----- | ----------- | ----------- | ----------- | ----- | -------------------- |
| Medalha de ouro   | Jordan Díaz          | ESP Espanha        | 17.86 | 17.64 | 17.85 | 17.84       | 17.25       | —           | 17.86 |                      |
| Medalha de prata  | Pedro Pichardo       | POR Portugal       | 17.79 | 17.84 | x     | 17.52       | —           | 17.81       | 17.84 |                      |
| Medalha de bronze | Andy Díaz            | ITA Itália         | 17.63 | 17.33 | —     | —           | x           | 17.64       | 17.64 | Recorde da temporada |
| 4                 | Jaydon Hibbert       | JAM Jamaica        | 17.31 | 17.61 | 17.53 | x           | x           | —           | 17.61 |                      |
| 5                 | Hugues Fabrice Zango | BUR Burquina Fasso | 17.43 | 16.14 | 17.25 | 16.05       | 17.50       | x           | 17.50 |                      |
| 6                 | Salif Mane           | USA Estados Unidos | 17.28 | 16.63 | 17.02 | x           | 17.19       | 17.41       | 17.41 |                      |
| 7                 | Max Heß              | GER Alemanha       | 16.50 | 16.92 | 17.38 | x           | x           | 17.07       | 17.38 | Recorde da temporada |
| 8                 | Lázaro Martínez      | CUB Cuba           | 17.00 | x     | 17.34 | 13.35       | x           | 16.63       | 17.34 | Recorde da temporada |
| 9                 | Yasser Triki         | ALG Argélia        | x     | 17.05 | 17.22 | Não avançou | Não avançou | Não avançou | 17.22 |                      |
| 10                | Zhu Yaming           | CHN China          | x     | 16.76 | x     | Não avançou | Não avançou | Não avançou | 16.76 |                      |
| 11                | Almir dos Santos     | BRA Brasil         | 16.41 | x     | 16.28 | Não avançou | Não avançou | Não avançou | 16.41 |                      |
| 12                | Connor Murphy        | AUS Austrália      | 15.99 | 16.30 | 16.11 | Não avançou | Não avançou | Não avançou | 16.30 |                      |

Legenda
| Recorde mundial      | Recorde mundial (World record)               |                       | Recorde africano                      | Recorde africano (African) |                                           | Q | Classificado por posição (Qualified) |
| Recorde olímpico     | Recorde olímpico (Olympic record)            | Recorde da América    | Recorde da América (Americas)         | q                          | Classificado por melhor tempo (Qualified) |   |                                      |
| Melhor marca do ano  | Melhor marca do ano (World leading)          | Recorde asiático      | Recorde asiático (Asian)              | DNS                        | Não largou (Did not start)                |   |                                      |
| Recorde nacional     | Recorde nacional (National record)           | Recorde europeu       | Recorde europeu (European)            | DNF                        | Não terminou (Did not finish)             |   |                                      |
| Recorde pessoal      | Recorde pessoal do atleta (Personal best)    | Recorde da Oceania    | Recorde da Oceania (Oceania)          | DSQ / DQ                   | Desclassificado (Disqualified)            |   |                                      |
| Recorde da temporada | Recorde da temporada do atleta (Season best) | Recorde sul-americano | Recorde sul-americano (South America) | NM                         | Sem marca (No mark)                       |   |                                      |